# Kamienica przy ul. Grudziądzkiej 36 w Chełmnie
Kamienica przy ul. Grudziądzkiej 36 w Chełmnie została zbudowana w XV lub XIV w. w stylu gotyckim. Z tego czasu zachowała się elewacja tylna od strony podwórza. W 2. poł. XVIII w. została gruntownie przebudowana w stylu rokokowym. W latach 2019–2020 kamienica została wyremontowana i zaadaptowana na potrzeby Chełmińskiego Inkubatora Organizacji Pozarządowych. W jednym z pomieszczeń prezentowane są ponadto pamiątki związane z Jerzym Kałdowskim, wieloletnim dyrektorem Muzeum Ziemi Chełmińskiej.